# Pattinaggio di velocità agli VIII Giochi asiatici invernali - Inseguimento a squadre femminile
La gara dell'inseguimento a squadre femminile si è svolta il 21 febbraio 2017 al Meiji Hokkaido-Tokachi Oval di Sapporo in Giappone.

## Risultati
| Rank | Pair | Atleta                                                           | Tempo   | Note |
| ---- | ---- | ---------------------------------------------------------------- | ------- | ---- |
| 1    | 1    | Giappone Misaki Oshigiri Nana Takagi Ayano Sato                  | 3:00.08 | GR   |
| 2    | 2    | Corea del Sud Park Ji-woo Noh Seon-yeong Kim Bo-reum             | 3:06.67 |      |
| 3    | 2    | Cina Zhao Xin Liu Jing Han Mei                                   | 3:10.23 |      |
| 4    | 1    | Kazakistan Yekaterina Aydova Nadezhda Sidelnik Yelena Urvantseva | 3:17.52 |      |